# Supernal Liberty
Albums de Nana Mizuki
Rockbound Neighbors
(2012) Smashing Anthems
(2015)
Singles
Supernal Liberty est le 10e album studio de la chanteuse et seiyū japonaise Nana Mizuki sorti le 16 avril 2014 sous le label King Records. Il arrive 1er à l'Oricon. Il se vend à 76 144 exemplaires la première semaine et reste classé 8 semaines pour un total de 96 945 exemplaires vendus.

## Liste des titres
| 1.  | Virgin Code                                              |  |
| 2.  | Guilty                                                   |  |
| 3.  | Appassionato (アパッショナート)                          |  |
| 4.  | Egao no Yukue (笑顔の行方 (reprise de Dreams Come True)) |  |
| 5.  | Antique Nachtmusik (アンティークナハトムジーク)          |  |
| 6.  | Fun Fun★People                                           |  |
| 7.  | Fate                                                     |  |
| 8.  | Vitalization -Aufwachen Form-                            |  |
| 9.  | Aishuu Twilight (哀愁トワイライト)                       |  |
| 10. | Setsuna Capacity (セツナキャパシティー)                  |  |
| 11. | Ladyspiker                                               |  |
| 12. | Rock you baby!                                           |  |
| 13. | Million Ways=One Destination                             |  |
| 14. | Bokura no Mirai (僕らの未来)                             |  |
| 15. | Ai no Hoshi -two hearts- (愛の星-two hearts-)            |  |

| 1. | Original Documentary "Natsu no Kakera~ Mizuki Nana 2013 Natsu no Dekigoto" -SPECIAL EDITION- (オリジナルドキュメンタリー「なつのカケラ～ 水樹奈々 2013夏の出来事」-SPECIAL EDITION-) |  |
| 2. | "SUPERNAL LIBERTY" PHOTO SHOOTING |  |